# Выбор (Ленинградская область)
Выбор — деревня в Заклинском сельском поселении Лужского района Ленинградской области.

## История
Впервые деревня Выбор упоминается в писцовой книге Водской пятины 1500 года, в Дмитриевском Городенском погосте Новгородского уезда.
Деревня Выбор обозначена на карте Санкт-Петербургской губернии Ф. Ф. Шуберта 1834 года.

ВЫБОР — деревня принадлежит: гвардии штабс-ротмистру Березину, число жителей по ревизии: 56 м. п., 53 ж. п.

наследникам военного советника Акинина, число жителей по ревизии: 8 м. п., 8 ж. п.

девице, дочери губернского секретаря Авдотье Заболоцкой, число жителей по ревизии: 3 м. п., 5 ж. п.

губернской секретарше Марье Заболоцкой, число жителей по ревизии: 3 м. п., 4 ж. п. (1838 год)

Деревня Выбор отмечена на карте профессора С. С. Куторги 1852 года.

ВЫБОР — деревня господ Акинина и Заболоцкой, по просёлочной дороге, число дворов — 20, число душ — 63 м. п. (1856 год)

Согласно X-ой ревизии 1857 года деревня состояла из трёх частей:

1-я часть: число жителей — 53 м. п., 46 ж. п.
  
2-я часть: число жителей — 6 м. п., 2 ж. п.

3-я часть: число жителей — 13 м. п., 10 ж. п.

ВЫБОР — деревня владельческая при колодцах, число дворов — 22, число жителей: 76 м. п., 60 ж. п.; Часовня православная (1862 год)

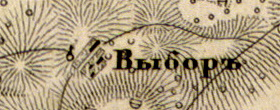
Деревня Выбор на карте 1863 года

В 1869 году временнообязанные крестьяне деревни выкупили свои земельные наделы у С. С. Шереметьева и стали собственниками земли.
Согласно подворной описи Раковенского общества Городенской волости 1882 года, деревня Выбор состояла из трёх частей:
 
1) бывшее имение Муравьёва, домов — 40, душевых наделов — 53, семей — 27, число жителей — 79 м. п., 69 ж. п.; разряд крестьян — собственники.
  
2) бывшее имение наследников Чайковского, домов — 2, душевых наделов — 6, семей — 2, число жителей — 2 м. п., 5 ж. п.; разряд крестьян — собственники.
 
3) бывшее имение Доброхотовой, домов — 5, душевых наделов — 10, семей — 4, число жителей — 8 м. п., 11 ж. п.; разряд крестьян — водворённые на земле мелкопоместных владельцев.
В XIX веке деревня административно относилась к Городенской волости 2-го земского участка 1-го стана Лужского уезда Санкт-Петербургской губернии, в начале XX века — 2-го стана.
По данным «Памятной книжки Санкт-Петербургской губернии» за 1905 год деревня Выбор входила в Колоденское сельское общество.
С 1917 по 1919 год деревня находилась в составе Сырецкого сельсовета Городенской волости Лужского уезда.
С января 1920 года, в составе Выборского сельсовета.
С февраля 1923 года, вновь в составе Сырецкого сельсовета.
С апреля 1925 года, в составе Колоденского сельсовета.

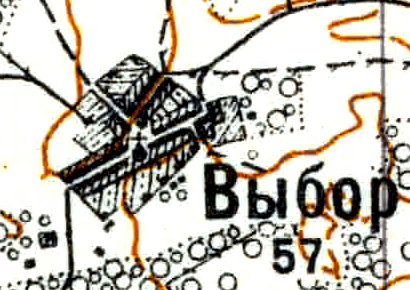
Деревня Выбор на карте 1926 года

Согласно топографической карте 1926 года деревня насчитывала 57 дворов, в центре деревни находилась часовня.
В 1928 году население деревни составляло 101 человек.
С ноября 1928 года, в составе Раковенского сельсовета.
По данным 1933 года деревня Выбор входила в состав Раковенского сельсовета Лужского района.
Деревня была освобождена от немецко-фашистских оккупантов 12 февраля 1944 года.
По данным 1966 года деревня Выбор входила в состав Раковенского сельсовета.
По данным 1973 и 1990 годов деревня Выбор входила в состав Лужского сельсовета.
По данным 1997 года в деревне Выбор Заклинской волости проживали 26 человек, в 2002 году — 25 человек (русские — 92 %).
В 2007 году в деревне Выбор Заклинского СП проживали 16 человек.

## География
Деревня расположена в юго-восточной части района к северу от автодороги 41К-253 (Заполье — Щепы), близ границы с Новгородской областью.
Расстояние до административного центра поселения — 17 км.
Расстояние до ближайшей железнодорожной станции Луга — 21 км.

## Демография
| 1838 | 1862 | 1928 | 1997 | 2007 | 2010 | 2017 |
| ---- | ---- | ---- | ---- | ---- | ---- | ---- |
| 140  | ↘136 | ↘101 | ↘26  | ↘16  | ↘13  | ↗15  |

## Улицы
Моховая, Центральная.

## Садоводства
ЦАОК